# Stazione meteorologica di Napoli Istituto di Fisica Terrestre
La stazione meteorologica di Napoli Istituto di Fisica Terrestre è una delle storiche stazioni meteorologiche di riferimento relative alla città di Napoli. È situata presso l'Università degli Studi di Napoli Federico II.

## Storia
La stazione meteorologica venne attivata nel 1872 presso la specola universitaria.
Dal 1908 la sede dell'osservatorio meteorologico è l'edificio di San Marcellino, presso la sede del Dipartimento di Scienze della Terra dell'Università degli Studi di Napoli Federico II.
Nel corso del Novecento i dati rilevati dalla stazione meteorologica venivano pubblicati negli Annali Idrologici del Compartimento di Napoli per il Ministero dei lavori pubblici.

## Dati climatologici 1872-2005
In base alle medie climatiche di lunghissimo periodo, riferite al periodo 1872-2005 ed elaborate dall'ente gestore della stazione meteorologica sulla base delle osservazioni effettuate nel medesimo periodo, la temperatura media del mese più freddo, gennaio, è di +9,7 °C, mentre quella del mese più caldo, agosto, si attesta a +25,7 °C. Le precipitazioni medie annue si attestano a 865,6 mm, con picco autunnale, massimo secondario in inverno e minimo in estate. L'umidità relativa media annua si attesta al 62,3% con media mensile più bassa del 56,4% in luglio e media mensile più elevata del 68,9% in dicembre. La pressione atmosferica media annua fa registrare il valore di 1 010,8 hPa, con valore medio mensile inferiore in aprile di 1 008,6 hPa e valore medio mensile superiore di 1 012,1 hPa in settembre.
| Napoli Istituto di Fisica Terrestre (1872-2005) | Mesi    | Mesi    | Mesi    | Mesi    | Mesi    | Mesi    | Mesi    | Mesi    | Mesi    | Mesi    | Mesi    | Mesi    | Stagioni | Stagioni | Stagioni | Stagioni | Anno    |
| Napoli Istituto di Fisica Terrestre (1872-2005) | Gen     | Feb     | Mar     | Apr     | Mag     | Giu     | Lug     | Ago     | Set     | Ott     | Nov     | Dic     | Inv      | Pri      | Est      | Aut      | Anno    |
| ----------------------------------------------- | ------- | ------- | ------- | ------- | ------- | ------- | ------- | ------- | ------- | ------- | ------- | ------- | -------- | -------- | -------- | -------- | ------- |
| T. max. media (°C)                              | 12,6    | 13,4    | 15,9    | 19,1    | 23,4    | 27,4    | 29,9    | 30,1    | 27,0    | 22,5    | 17,6    | 14,0    | 13,3     | 19,5     | 29,1     | 22,4     | 21,1    |
| T. media (°C)                                   | 9,7     | 10,2    | 12,3    | 15,1    | 19,1    | 23,0    | 25,5    | 25,7    | 22,9    | 18,9    | 14,6    | 11,2    | 10,4     | 15,5     | 24,7     | 18,8     | 17,3    |
| T. min. media (°C)                              | 6,8     | 7,0     | 8,7     | 11,2    | 14,8    | 18,5    | 21,1    | 21,2    | 18,8    | 15,2    | 11,5    | 8,4     | 7,4      | 11,6     | 20,3     | 15,2     | 13,6    |
| Precipitazioni (mm)                             | 94,1    | 76,6    | 67,3    | 67,7    | 46,4    | 32,0    | 16,7    | 27,0    | 71,0    | 120,0   | 126,6   | 120,2   | 290,9    | 181,4    | 75,7     | 317,6    | 865,6   |
| Umidità relativa media (%)                      | 66,0    | 64,5    | 62,3    | 62,9    | 60,0    | 57,7    | 56,4    | 56,8    | 60,9    | 64,3    | 66,5    | 68,9    | 66,5     | 61,7     | 57,0     | 63,9     | 62,3    |
| Pressione a 0 metri s.l.m. (hPa)                | 1 012,0 | 1 011,2 | 1 010,3 | 1 008,6 | 1 010,1 | 1 011,0 | 1 010,7 | 1 010,6 | 1 012,1 | 1 011,9 | 1 011,3 | 1 011,1 | 1 011,4  | 1 009,7  | 1 010,8  | 1 011,8  | 1 010,9 |